# Lige før døden
|  | Denne artikel er oprettet af botten Steenthbot ud fra en ekstern database. Den kan derfor have sproglige fejl eller mangler. Denne skabelon kan fjernes efter kontrol af indholdet. |

Lige før døden er en dansk dokumentarfilm fra 2022 instrueret af Anne Regitze Wivel.

## Handling
Livet i tidsrummet lige før døden. Instruktør Anne Regitze Wivel har skabt en smuk og livsbekræftende erindringsfilm om det ukuelige personale på Bispebjerg Hospital - og om den sidste tid i hendes og hendes mand, Svend Aukens liv.
For 14 år siden døde hendes mand efter en periode med sygdom. Parret tilbragte den sidste tid på Bispebjerg Hospital. I dag vender Wivel tilbage til det samme hospital for at lave en selvbiografisk og reflekteret film om livet og døden - og for at skildre det personale, der arbejder i netop dette svære felt. Hvordan er det at gå på arbejde hver dag for at tage sig af mennesker, hvis liv er ved at rinde ud? Hvilke tanker gør man sig? Og hvordan gør man det sidste kapitel i et andet menneskes liv til en god, livfuld tid? Læger og sygeplejersker deler deres tanker om både de filosofiske og praktiske dimensioner af deres arbejde, når vi sidder med til deres møder. Wivel selv fører dagbog over den sidste tid i parrets fælles liv, og vender tilbage til sine noter i en graciøs og livsbekræftende fortælling, hvor fortid og nutid spejler hinanden.